# Стивенс, Конан
Марк «Конан» Стивенс (англ. Mark «Conan» Stevens; род. 30 ноября 1969) — австралийский актёр, сценарист, каскадёр и бывший рестлер. Его рост составляет 213 см.

## Карьера
Стивенс исполнил роль гигантского зелёного болотного монстра Лешего в одноимённом фильме от Marvel и сира Григора Клигана в первом сезоне сериала «Игра престолов». Он был выбран исполнять роль Больга, сына Азога в кинотрилогии «Хоббит» Питера Джексона и закончил часть съёмок в гриме в качестве персонажа. Впоследствии он был заменён Лоуренсом Макором, ветераном кинотрилогии «Властелин колец», когда Больг был переделан в полностью цифрового персонажа. В итоге он сыграл орка Гундабада, названного Хранителем подземелий в фильме «Хоббит: Битва пяти воинств».
Конан также является соавтором фильма 2009 года о боевых искусствах «Бангкокский адреналин».

## Фильмография
- 2005 — Леший / Man-Thing — доктор Теодор «Тед» Сэллис/Леший
- 2007 — Treasure Island — Cascadeurs
- 2007 — Телохранитель 2 / The Bodyguard 2 — большой охранник (в титрах не указан)
- 2008 — Сомтум / Soumtum — Jo Jo
- 2008 — The White Monkey Warrior — лидер банды бойцовского клуба (в титрах не указан)
- 2008 — Дрона / Drona — Асура
- 2008 — E-Tim tai nae — рестлер
- 2009 — С Чандни Чоука в Китай / Chandni Chowk to China — Джоуи
- 2009 — Force of Five — телохранитель послов
- 2009 — Bangkok Adrenaline — Конан
- 2010 — Настоящая легенда / True Legend — Малотофф
- 2011 — Ларго Винч: Заговор в Бирме / Largo Winch: The Burma Conspiracy — телохранитель Назачова (в титрах не указан)
- 2012 — Хоббит: Нежданное путешествие / The Hobbit: An Unexpected Journey — Больг
- 2013 — Королевство викингов / Vikingdom — Тор
- 2013 — Таинственный путь / Mystery Road — Чарли Мюррей
- 2013 — Таинственный клинок / Mystic Blade — Butch
- 2013 — A Man Will Rise — неизвестно
- 2014 — Хоббит: Битва пяти воинств / The Hobbit: The Battle of the Five Armies — Хранитель подземелий (орк Гундабада)
- 2014 — Работорговля / Skin Trade — Игорь
- 2015 — Runestone — Rauthr Wulfgrimm
- 2015 — Братья / Brothers — Лука
- 2016 — Kumander Baltazar — Джонни
- 2017 — Dead Squad — Z13
- 2018 — Blood Hunters: Rise of the Hybrids — неизвестно

### Сериалы
- 2011 — Игра престолов / Game of Thrones — Григор Клиган
- 2012 — Спартак: Месть / Spartacus: Vengeance — Седуллус
- 2015 — Библия / The Bible — Голиаф
- 2016 — Encantadia — Vish’ka
- 2017 — Super Ma’am — Baraka The Tamawo
- 2018 — Victor Magtanggol — Тор

## Титулы и достижения
- International Wrestling Australia
  - Чемпион в тяжёлом весе IWA (2 раза)